# 龍潭大池
龍潭大池是位于臺灣桃園市龍潭區的一座人工湖，是該區的地標，也是一個觀光旅遊景點。
乾隆13年（1748年），霄裡社通事知母六曾和漢人墾戶薛奇隆共同修築霄裡大圳來灌溉今日龍潭一地，其後又修築靈潭埤（今龍潭大池）蓄水灌溉龍潭一地。

## 位置

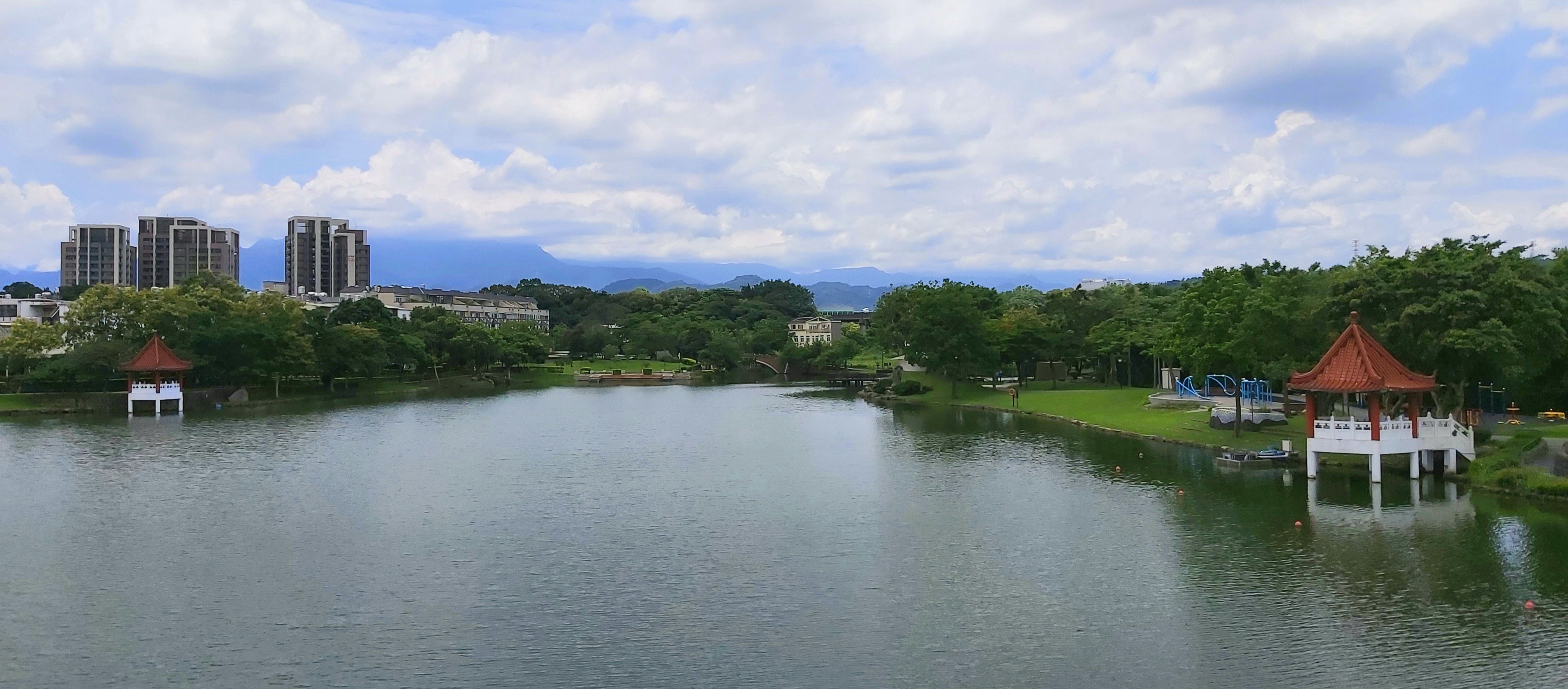
龍潭觀光大池

龍潭大池位於龍潭區鬧區西側，西北臨龍元路（舊省道台3線），東北臨神龍路（鄉道桃66-1線），西南臨環湖路。隔著神龍路的對面是龍潭國小及市立龍潭高中。若從福爾摩沙高速公路下龍潭交流道之後，往龍潭市區方向順著大昌路直走，之後接中豐路中山段繼續前進即可抵達。

## 由來

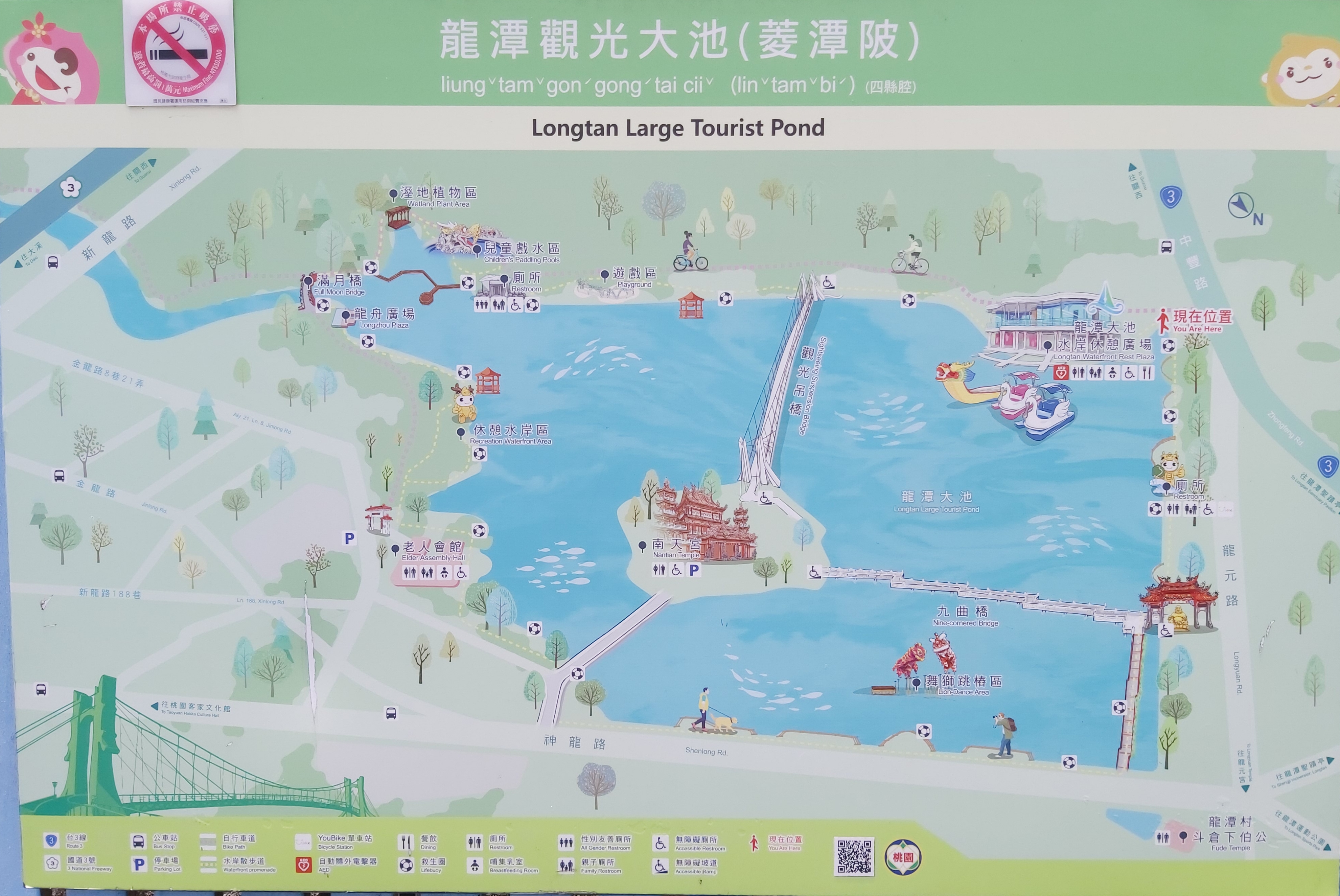
龍潭觀光大池園區地圖

龍潭大池古時因池面長滿野生的菱角，因此被稱為「菱潭埤」。後有鄉民建廟，因而稱之「靈潭埤」。日治時期地圖又註記為「龍潭埤」（註：菱、靈、龍在閩南語皆同音ling）。近年官方地圖註記為「龍潭大池」。

## 相關建築設施

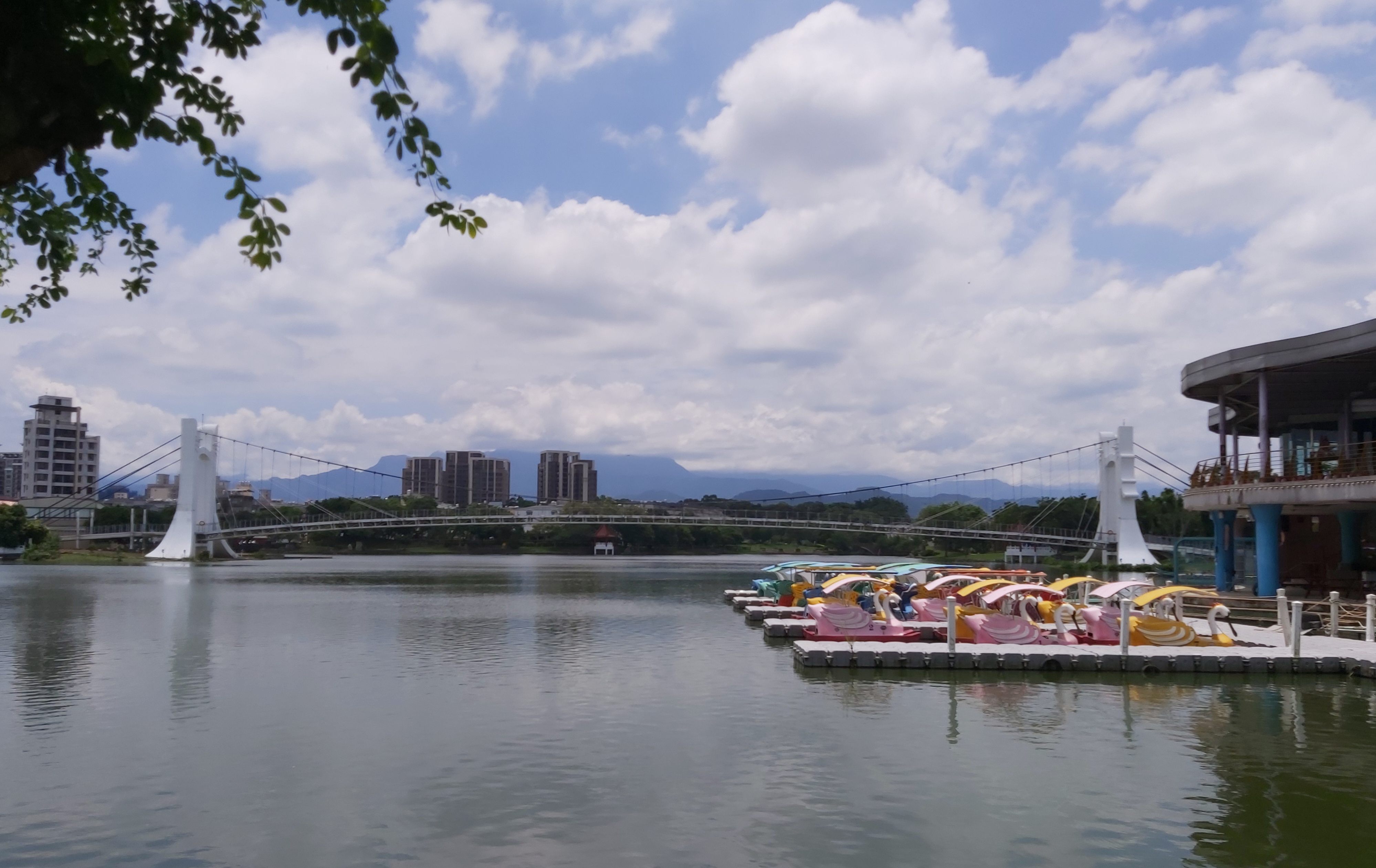
龍潭觀光吊橋

龍潭大池的池面開闊，池中有位於人工島上的古廟「南天宮」、具有九個彎曲的忠義橋等，別具古意。大池中央設有吊橋一座，一端是南天宮，另一端是湖濱休憩公園，且靠近南天宮一側之橋柱間設計了鐘樓一座。近年來地方政府將湖濱休憩綠廊、湖濱公園整修得十分完善、美觀，吊橋與南天宮都裝置了七彩霓虹燈，於夜間會開燈綻放美麗的彩色光景，讓龍潭大池成為假日休閒的好去處之一。因此讓龍潭大池除了灌溉之外，也兼具觀光休閒功能。
大池的西北側建有「雨賢館」一座，是為了紀念1906年出生的鄧雨賢：這位知名的龍潭之光（實際出生地為平鎮山仔頂，接近龍潭的邊緣），是著名的台灣民謠「望春風」、「雨夜花」等歌曲的作者。雨賢樓於2003年由另一位龍潭出身的文學家鍾肇政所催生，館前設有一座「望春風碑」由鍾肇政親自題字。館旁另外立有鄧雨賢上半身雕像一座，雕像底座刻字之標題為「龍潭的傳奇人物－鄧雨賢」，他也是第一位被塑立銅像的台灣本土音樂家。

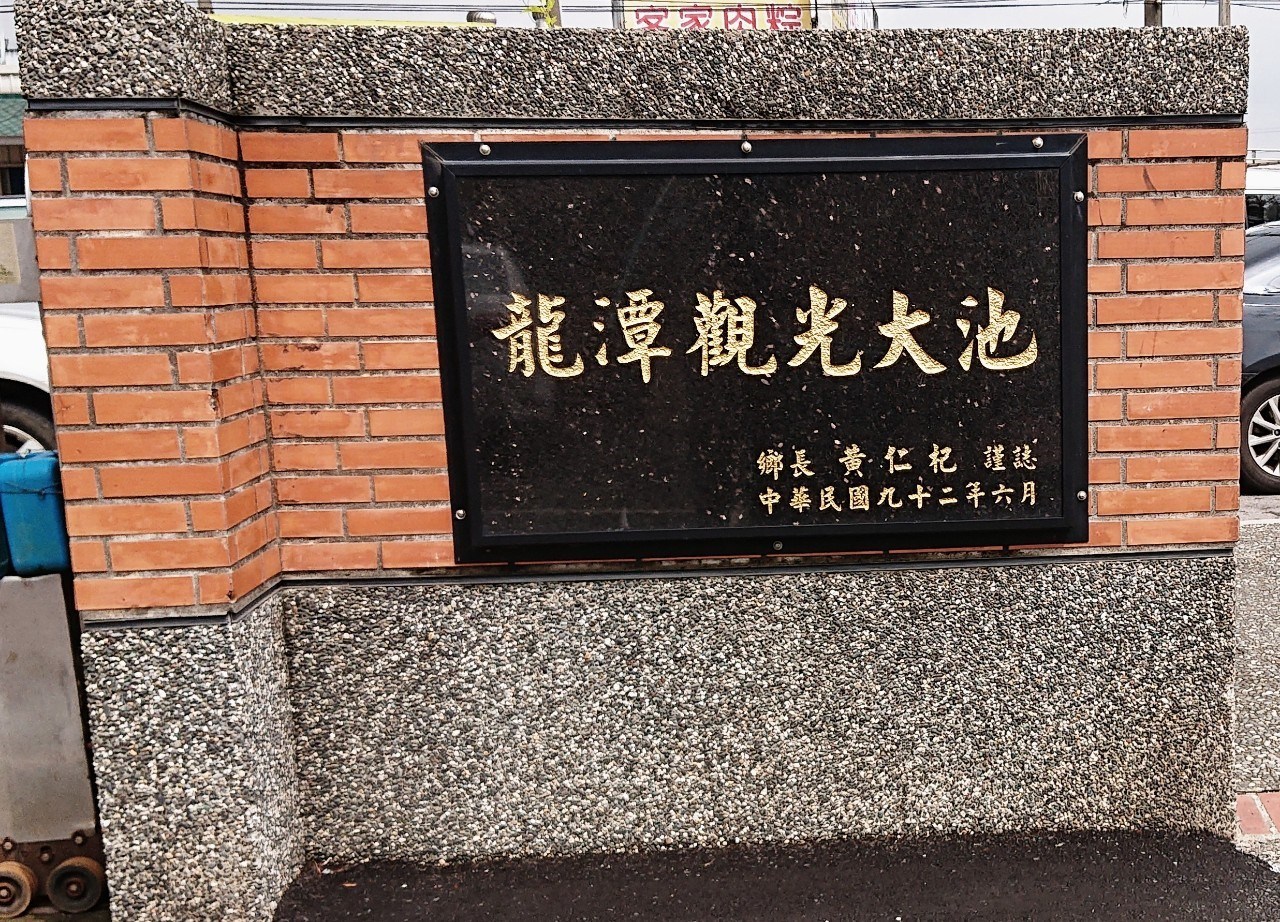
龍潭觀光大池
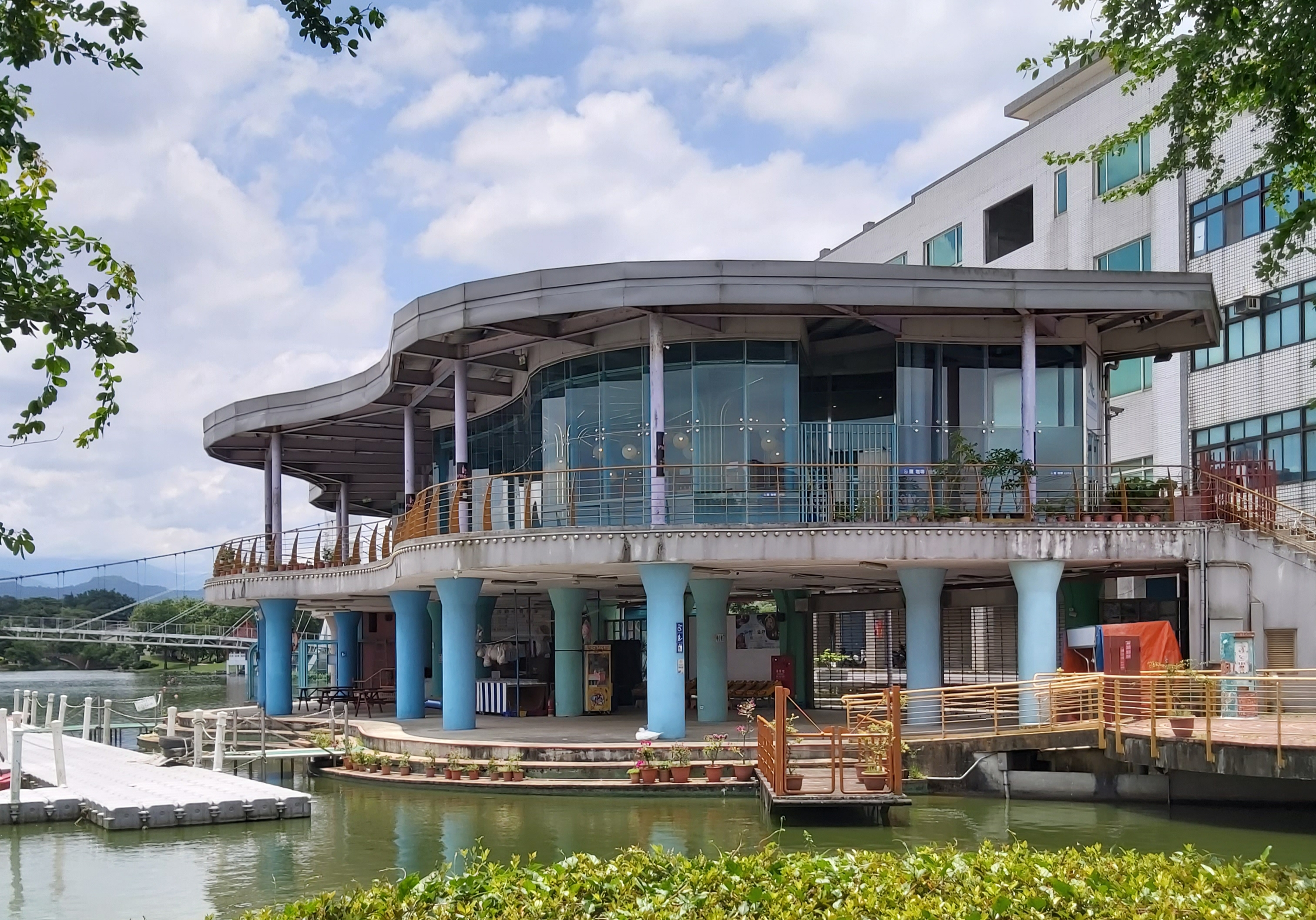
水岸休憩廣場
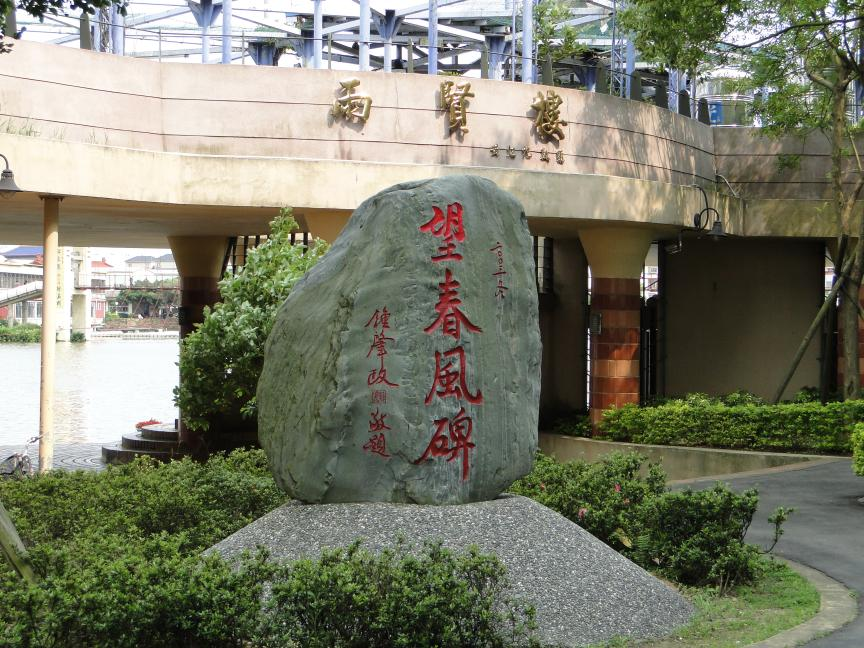
池畔的望春風碑
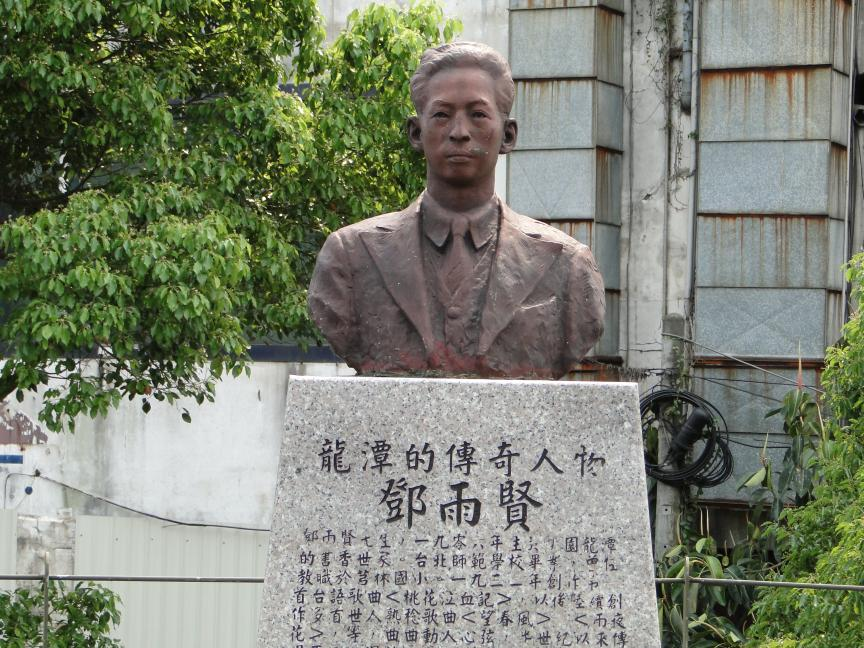
鄧雨賢銅像
自池畔看龍潭南天宮
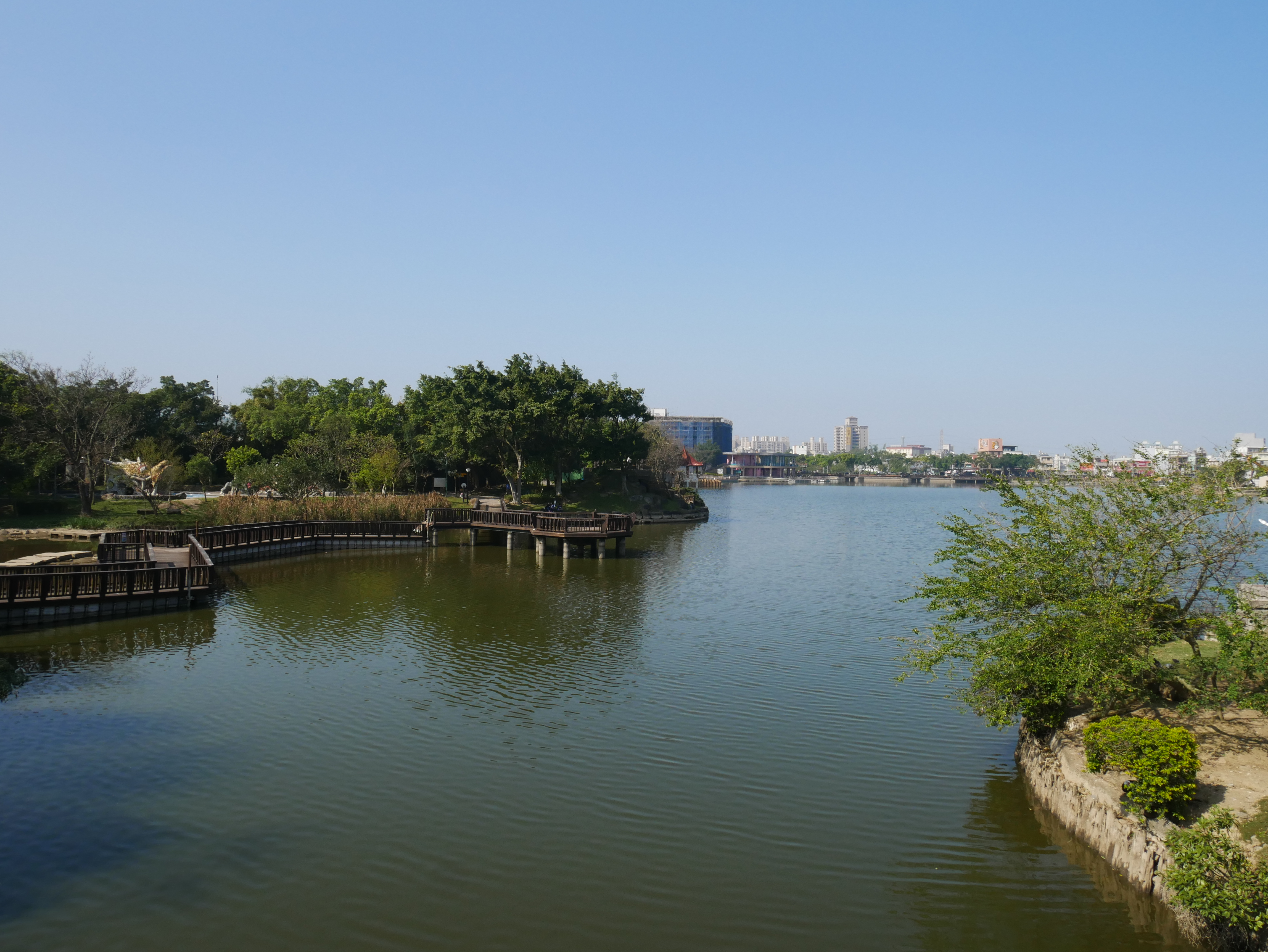
大池南端
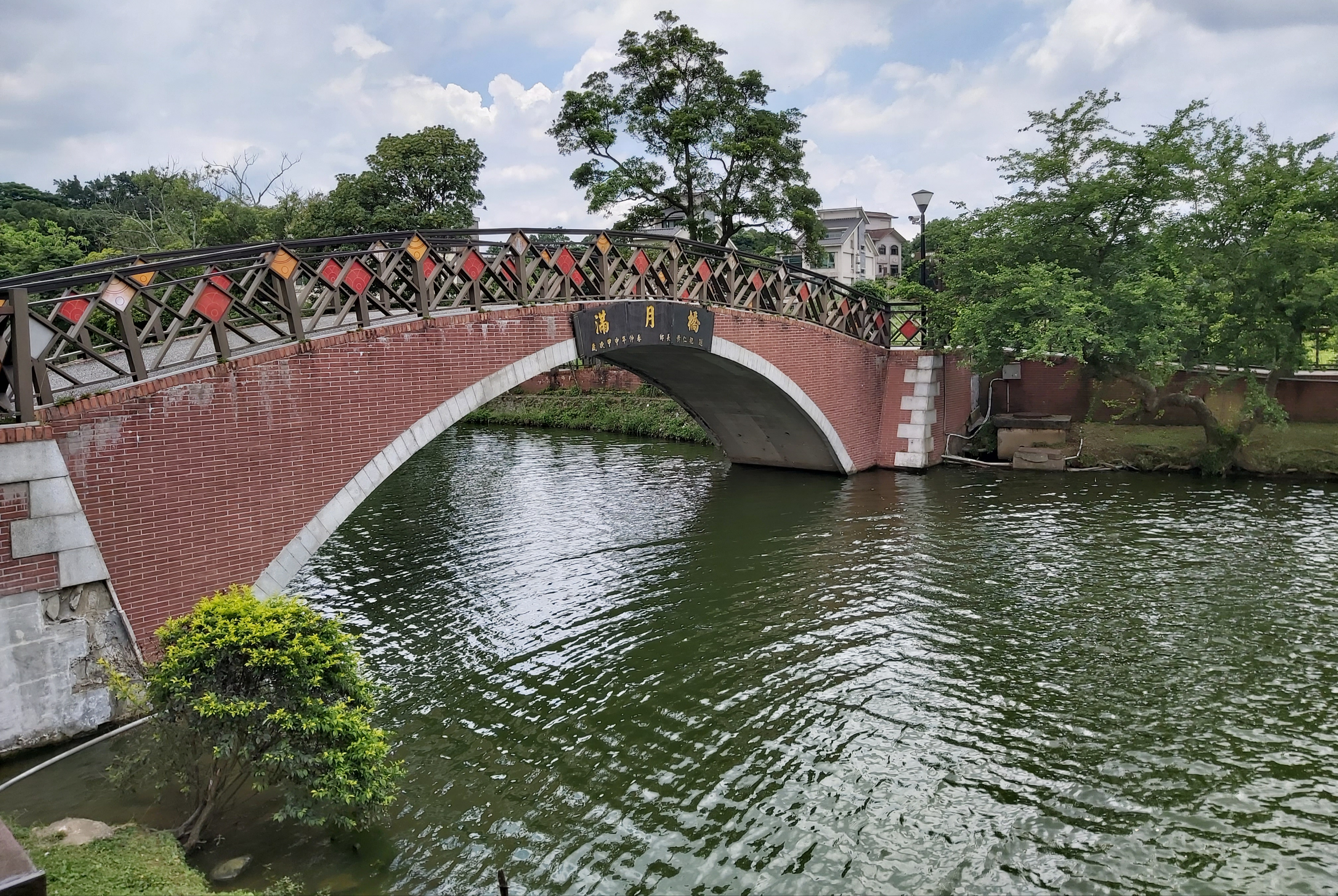
滿月橋
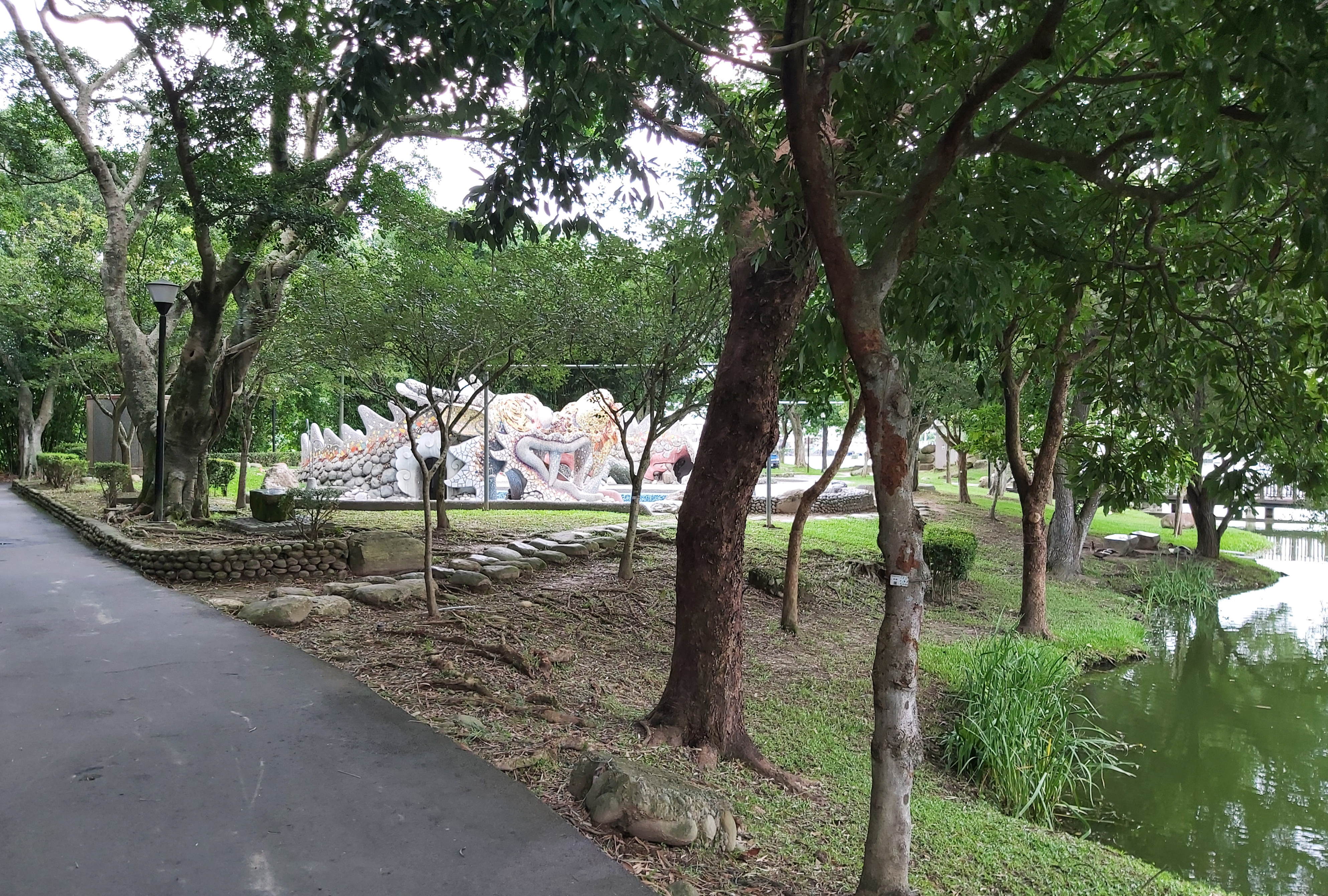
兒童戲水區
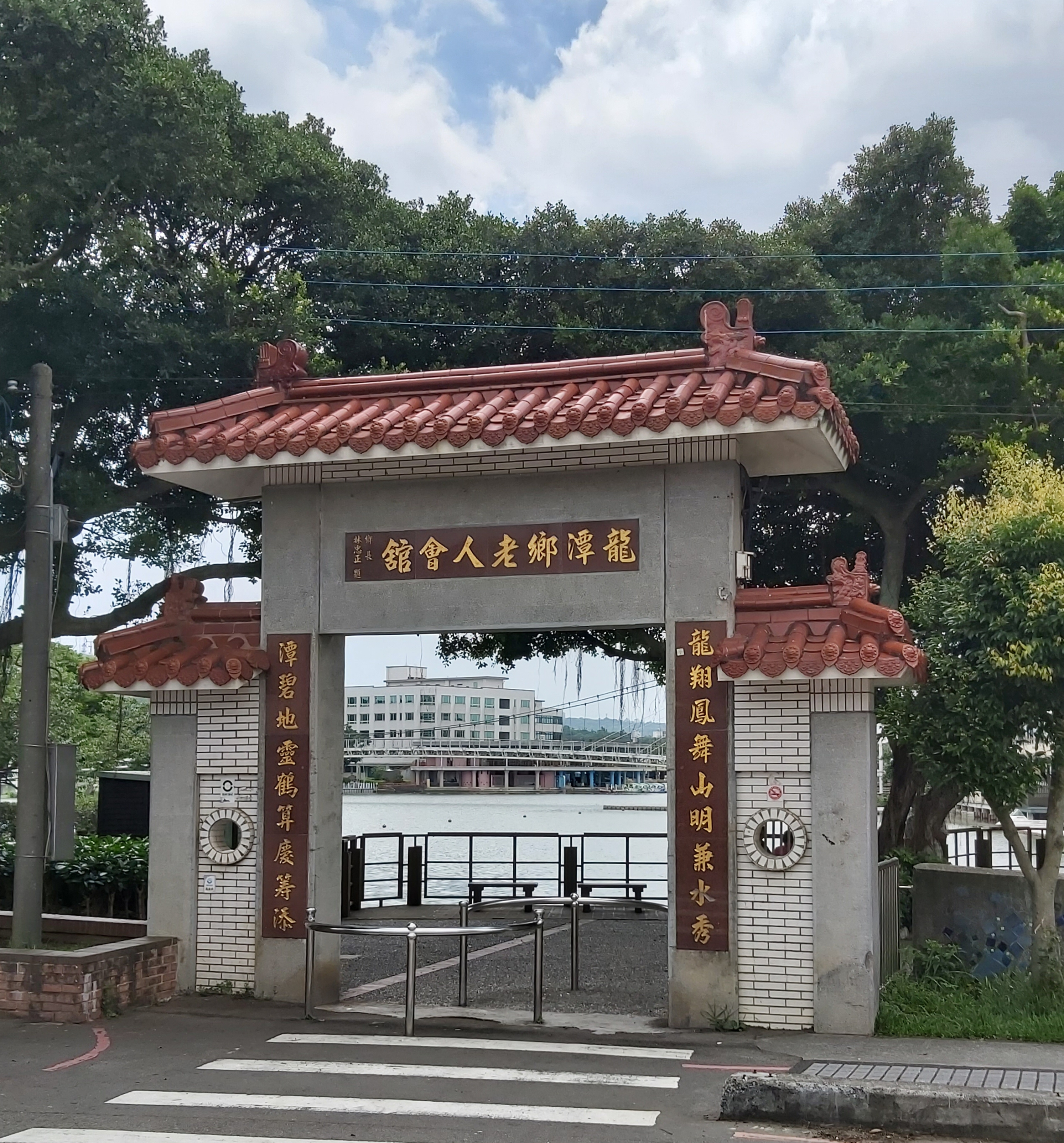
老人會館

## 外部連結
- 龍潭區公所－龍潭大池 （页面存档备份，存于）
- 龍潭觀光大池（龍潭大池）－TripperWay （页面存档备份，存于）